# 徐廷璋
徐廷璋（?—?），字公器，明河南罗山人。明朝政治人物、進士出身。

## 生平
景泰二年（1451年）進士。官兵科给事中，景泰四年（1453年），请依正统间例会试，景帝允准。累擢右佥都御史，後巡抚延绥，轉调宁夏，仿照延绥巡抚余子俊的做法，筑边墙二百余里，“自黄沙咀起、至花马池止，长三百八十七里”。